# Fattoriale

Grafico del logaritmo naturale del fattoriale

In matematica, si definisce fattoriale di un numero naturale {\displaystyle n}, indicato con {\displaystyle n!}, il prodotto dei numeri interi positivi minori o uguali a tale numero. In formula:
{\displaystyle n!:=\prod _{k=1}^{n}k=1\cdot 2\cdot 3\cdots (n-1)\cdot n}
per la convenzione del prodotto vuoto si definisce inoltre {\displaystyle 0!:=1}. La generalizzazione analitica del fattoriale è nota con il nome di funzione gamma di Eulero.
La notazione con il punto esclamativo è stata introdotta nel 1807 da Christian Kramp, mentre il nome "fattoriale" era stato coniato pochi anni prima, nel 1800 da Antoine Arbogast.
La sequenza dei fattoriali compare nella On-Line Encyclopedia of Integer Sequences (OEIS) come sequenza A000142.

## Esempio di numeri fattoriali
I valori dei primi numeri fattoriali sono riassunti nella seguente tabella:
| n  | n!                             |
| -- | ------------------------------ |
| 0  | 1                              |
| 1  | 1                              |
| 2  | 2                              |
| 3  | 6                              |
| 4  | 24                             |
| 5  | 120                            |
| 6  | 720                            |
| 7  | 5 040                          |
| 8  | 40 320                         |
| 9  | 362 880                        |
| 10 | 3 628 800                      |
| 11 | 39 916 800                     |
| 12 | 479 001 600                    |
| 13 | 6 227 020 800                  |
| 14 | 87 178 291 200                 |
| 15 | 1 307 674 368 000              |
| 16 | 20 922 789 888 000             |
| 17 | 355 687 428 096 000            |
| 18 | 6 402 373 705 728 000          |
| 19 | 121 645 100 408 832 000        |
| 20 | 2 432 902 008 176 640 000      |
| 21 | 51090942171709440000           |
| 22 | 1124000727777607680000         |
| 23 | 25852016738884976640000        |
| 24 | 620448401733239439360000       |
| 25 | 15511210043330985984000        |
| 26 | 403291461126605635584000       |
| 27 | 10888869450418352160768000     |
| 28 | 304888344611713860501504000    |
| 29 | 8841761993739701954543616000   |
| 30 | 265252859812191058636308480000 |

## Definizione ricorsiva
La funzione fattoriale può anche essere definita in modo ricorsivo:
{\displaystyle n!:={\begin{cases}1&{\text{se }}n=0,\\n(n-1)!&{\text{se }}n\geq 1.\end{cases}}}
Per questa ragione, viene spesso utilizzata nell'insegnamento dell'informatica per fornire il primo esempio di calcolo ricorsivo.

## Zero fattoriale
Nella definizione come produttoria, la richiesta che {\displaystyle 0!} sia pari a uno si accorda con la richiesta che il prodotto di zero fattori, il cosiddetto prodotto vuoto, come la potenza nulla di un intero positivo, sia uguale ad {\displaystyle 1}. Per convincersi ulteriormente di questo fatto, si può anche pensare di definire {\displaystyle 1!=1} e osservare che
{\displaystyle 1=1!=1\cdot (1-1)!=1\cdot 0!=0!}
come si desume dalla definizione ricorsiva.

## Applicazioni
I fattoriali innanzitutto sono importanti nel calcolo combinatorio. In particolare vi sono {\displaystyle n!} diverse sequenze formate da {\displaystyle n} oggetti distinti, cioè vi sono {\displaystyle n!} permutazioni di {\displaystyle n} oggetti; i fattoriali quindi enumerano le permutazioni.
Data l'importanza delle permutazioni, segue che i fattoriali si incontrano in numerosissime espressioni.  Ad esempio, rimanendo nel calcolo combinatorio, il numero di scelte di {\displaystyle k} oggetti fra quelli che costituiscono un insieme di {\displaystyle n} elementi, cioè il numero dei sottoinsiemi di {\displaystyle k} elementi di un dato insieme di {\displaystyle n} oggetti, è dato dal cosiddetto coefficiente binomiale:
{\displaystyle {\binom {n}{k}}={\dfrac {n!}{k!(n-k)!}}.}
I fattoriali si incontrano anche nel calcolo infinitesimale: innanzitutto va osservato che la {\displaystyle n}-esima derivata di {\displaystyle x^{n}} è {\displaystyle n!}; una conseguenza di questo fatto è il teorema di Taylor che esprime una funzione {\displaystyle f(x)} come serie di potenze nella {\displaystyle x} servendosi dei fattoriali e dei valori delle derivate. I fattoriali si incontrano spesso anche nelle espressioni delle funzioni speciali, nell'analisi numerica, nel calcolo delle probabilità, nella meccanica statistica e nella meccanica quantistica.

## Varianti e generalizzazioni
Il fattoriale presenta numerose varianti e generalizzazioni. Tra le prime il multifattoriale e in particolare il semifattoriale, il fattoriale crescente e il fattoriale decrescente. Tra le generalizzazioni "discrete" troviamo l'iperfattoriale e il superfattoriale. Molte di queste varianti nascono dal calcolo della cardinalità di alcuni insiemi nati dalla combinatoria. La funzione gamma è invece una generalizzazione "continua".

### Funzione gamma
La funzione gamma è una funzione analitica definibile mediante l'integrale
{\displaystyle \Gamma (z):=\int _{0}^{+\infty }t^{z-1}e^{-t}\,dt,\qquad {\text{per }}\mathrm {Re} (z)>0.}
Per essa si dimostrano facilmente le proprietà:
{\displaystyle \Gamma (1)=1,\qquad \Gamma (z+1)=z\Gamma (z),\qquad {\text{per }}\mathrm {Re} (z)>0.}
Essa dunque estende la funzione fattoriale definita sugli interi naturali all'intero campo complesso (con la sola eccezione degli interi negativi):
{\displaystyle z!=\Gamma (z+1)=\int _{0}^{+\infty }t^{z}e^{-t}\,dt.}
Si dimostra inoltre che essa è l'unica estensione analitica del fattoriale.

### Semifattoriale o doppio fattoriale
La notazione {\displaystyle n!!} denota il semifattoriale (o doppio fattoriale) di {\displaystyle n} ed è definita ricorsivamente nel modo seguente:
{\displaystyle n!!={\begin{cases}1&{\text{se }}n=0{\text{ o }}n=1,\\n\cdot (n-2)!!&{\text{se }}n\geq 2.\end{cases}}}
Per esempio {\displaystyle 8!!=2\cdot 4\cdot 6\cdot 8=384} e {\displaystyle 9!!=1\cdot 3\cdot 5\cdot 7\cdot 9=945}. La sequenza di semifattoriali per {\displaystyle n=0,1,2,\dots } è la seguente:
{\displaystyle 1,1,2,3,8,15,48,105,384,945,3840,\dots }
Tra le identità che legano il fattoriale al doppio fattoriale, troviamo:
{\displaystyle {\begin{aligned}n!&=n!!\cdot (n-1)!!\\2^{n}\cdot n!&=(2n)!!\\{\dfrac {(2n+1)!}{2^{n}\cdot n!}}&=(2n+1)!!\end{aligned}}}
La seconda identità risulta utile per i semifattoriali pari, mentre l'ultima identità per i semifattoriali dispari: è deducibile dalla constatazione che moltiplicare tra loro tutti i numeri dispari fino a {\displaystyle 2n+1} equivale a moltiplicare tutti gli interi fino a {\displaystyle 2n+1} per poi eliminare, ossia dividere, quelli pari, ossia {\displaystyle 2^{n}\cdot n!}).

### Multifattoriale
Il semifattoriale si può generalizzare intorducendo la nozione di multifattoriale di {\displaystyle n}, indicato con {\displaystyle n!_{(\alpha )}} e definito ricorsivamente nel modo seguente:
{\displaystyle n!_{(\alpha )}={\begin{cases}1&{\text{se }}n=0,\\n&{\text{se }}0<n<\alpha ,\\n\cdot (n-\alpha )!_{(\alpha )}&{\text{se }}n\geq \alpha .\end{cases}}}

## Valutazione numerica dei fattoriali
Il valore numerico di {\displaystyle n!} può essere calcolato mediante ripetute moltiplicazioni fino ad un valore non eccessivo di {\displaystyle n}; questo è ciò che fanno le calcolatrici odierne. Al di sopra di un certo {\displaystyle n} lo strumento di calcolo in uso cessa di dare risultati sensati per via dell'overflow. Ad esempio, una calcolatrice capace di operare su {\displaystyle 100} cifre decimali riesce a calcolare {\displaystyle 69!}, ma non il fattoriale successivo, in quanto {\displaystyle 70!>10^{100}}.
Quando {\displaystyle n} è molto grande in genere non serve conoscere il valore preciso di {\displaystyle n!} e può essere sufficiente stimarlo con una opportuna accuratezza. Per questo scopo in genere si usa l'approssimazione di Stirling:
{\displaystyle n!\approx {\sqrt {2\pi n}}\left({\frac {n}{e}}\right)^{n}.}